# Звєрев Олексій Ілліч
Олексій Ілліч Звєрев (31 березня 1929, село Заворонезьке, тепер Староюр'євського району Тамбовської області, Російська Федерація — 26 серпня 2021, місто Москва, Російська Федерація) — радянський діяч, голова Новосибірського облвиконкому, міністр лісового господарства Російської РФСР, голова Державного комітету СРСР із лісового господарства. Член Центральної Ревізійної Комісії КПРС у 1986—1989 роках. Депутат Верховної Ради Російської РФСР 9—10-го скликань. Депутат Верховної Ради СРСР 7—8-го скликань.

## Життєпис
Народився в селянській родині.
У 1951 році закінчив агрономічний факультет Білоруської сільськогосподарської академії, вчений-агроном.
У 1951—1953 роках — головний агроном Чекинської машинно-тракторної станції (МТС) Киштовського району Новосибірської області.
Член КПРС з 1953 року.
У 1953—1956 роках — директор Чекинської машинно-тракторної станції (МТС) Киштовського району Новосибірської області.
У 1956—1957 роках — секретар Киштовського районного комітету КПРС по зоні Сергеєвської МТС Новосибірської області.
У листопаді 1957—1959 роках — 2-й секретар Черепановського районного комітету КПРС Новосибірської області.
У 1959 — квітні 1962 року — 1-й секретар Сузунського районного комітету КПРС Новосибірської області.
З квітня по жовтень 1962 року — начальник Черепановського територіального виробничого колгоспно-радгоспного управління Новосибірської області.
У жовтні 1962 — січні 1963 року — секретар Новосибірського обласного комітету КПРС.
14 січня 1963 — травень 1964 року — 2-й секретар Новосибірського сільського обласного комітету КПРС.
У травні — грудні 1964 року — голова виконавчого комітету Новосибірської сільської обласної ради депутатів трудящих.
У грудні 1964 — червні 1973 року — голова виконавчого комітету Новосибірської обласної ради депутатів трудящих.
19 червня 1973 — 7 квітня 1984 року — міністр лісового господарства Російської РФСР.
12 квітня 1984 — 16 березня 1988 року — голова Державного комітету СРСР із лісового господарства.
З березня 1988 року — персональний пенсіонер союзного значення.
Помер 26 серпня 2021 року, похований на Троєкуровському цвинтарі в Москві.

## Нагороди і звання
- орден Леніна
- три ордени Трудового Червоного Прапора
- орден «Знак Пошани»
- медаль «За доблесну працю. В ознаменування 100-річчя з дня народження Володимира Ілліча Леніна» (1970)
- медаль «За освоєння цілинних земель»
- медалі
- звання «Громадянин ХХ століття Новосибірської області»